# Chloridolum litopoides
Chloridolum litopoides är en skalbaggsart som beskrevs av Francis Polkinghorne Pascoe 1869. Chloridolum litopoides ingår i släktet Chloridolum och familjen långhorningar. Inga underarter finns listade i Catalogue of Life.